# Daniel Arenas
Daniel Arenas Consuegra (ur. 30 marca 1979 r. w Bucaramanga w Kolumbii) – kolumbijski aktor filmowy i telewizyjny.
Wystąpił w głównej roli jako Hans w telenoweli Francisco matematyk (Francisco el Matemático). W telenoweli Królowie (Los Reyes) grał rolę Santiago Iriarte, która przyniosła mu nominację do nagrody India Catalina w kategorii najlepszy aktor.
Grał w spektaklach: Jesus Christ Superstar (Jesucristo Superestrella, 2006), Gaitan, człowiek, który kocha (Gaitan, el hombre a quien ame, 2009), Herkules (Hercules, 2012) jako Herkules i Que rico mambo (2012).

## Wybrana filmografia

### Seriale TV
- 2002: Bohaterowie powieści (Protagonistas de novela)
- 2003: Francisco matematyk (Francisco el Matemático) jako Hans
- 2003: Anioł o nazwie Błękit (Un ángel llamado Azul)
- 2005-2006: Królowie (Los Reyes) jako Santiago 'Santi' Iriarte
- 2007: To jest życie (Asi es la vida)
- 2007: Decyzje (Decisiones)
- 2007: Niewierna – anonimowa (Infieles anonimos)
- 2008: Nowobogaccy nowoubodzy (Nuevo Rico, Nuevo Pobre) jako Edwin Alfonso
- 2009: Dona Bella (Doña Bella) jako Nicolás Ayala
- 2009: La sucursal del cielo) jako Samuel Lizcano
- 2010: Teresa jako Fernando Moreno Guijarro
- 2011-2012: Kochane serce (Amorcito corazón) jako William 'Willy' Guillermo Pinzón Hernández
- 2013: Dzikie serce (Corazón Indomable) jako Octavio Narváez
- 2014: Kotka (La Gata) jako Pablo Martínez Negrete
- 2017-2019: Mi marido tiene familia jako Robert Cooper / Juan Pablo Córcega